# Ігнатіус Ташнер
Ігнатіус Ташнер (нім. Ignatius Taschner; 9 квітня 1871, Бад-Кіссінген — 25 листопада 1913, Міттердорф поблизу Дахау) — німецький скульптор, графік та ілюстратор літератури, представник стилю югендштіль (модерн, сецесія).

## Життя і творчість
Ташнер народився в родині муляра Бартоломея Ташнера, рід якого походить зі Штраубінга. Виріс в містечку Лор-на-Майні. У 1885—1888 роки пройшов навчання на каменотеса в батьківському місті Штраубінг, в майстерні скульптора Вільгельма Кемпфа, та наступний рік працює там же учнем майстра. У 1889—1895 роках продовжує художню освіту в мюнхенській Академії мистецтв під керівництвом професорів Сіруса Еберле і Якоба Брандля. В Академії починається дружба Ташнера з молодими скульпторами Йозефом Раухом.
Першою серйозною роботою Ташнера була скульптура в пам'ять жертв війни, замовлена йому в 1894 році містом Швейнфурт. У наступні роки його твори виставляються на Мюнхенській, Віденської та Берлінської сецесії. Починаючи з 1897 року художня кар'єра Ташнера виявляється досить успішною. Серед великих замовлень, ним виконаних, слід згадати пам'ятник берлінському художнику Карлу Бенневіцу фон Лефен. Для архітекторів Генрі Гелбіга і Ернста Гайгера Ташнер виконує в 1898 році декоративні розписи в мюнхенському Будинку прикладних мистецтв, а також роботи для виставки в Скляному палаці Мюнхена.
Як графік Ташнер виконує для віденського видавництва Мартіна Герлаха ілюстрації для першого тому, який там виходив, що став згодом популярною серією «Юнацька бібліотека Герлаха» (Gerlach's Jugendbücherei). У 1900 і в 1903 році він робить ілюстрації для видання казок братів Грімм. У квітні 1897 художник одружується з Елен Фельбер. У 1900 ж році Ташнер бере участь в конкурсі на створення пам'ятника Гете в Штраубінгу, завоювавши там 3-тю премію, він представлений на паризькій Всесвітній виставці скульптурами «Святий Мартін» і «Викрадач букета». У 1902 році Ташнер продовжує співпрацю з М. Герлахом, проілюструвавши черговий том із його «Юнацької бібліотеки», створює скульптуру «Нижня Франконія» для Нової ратуші Мюнхена.
У 1903 році Ташлер призначається доцентом в Академії мистецтв Бреслау (нині Вроцлав). Серед його друзів — відомий художник Людвіг Тома, редактор сатиричного журналу Сімпліцисімус. У цьому виданні з'являються тепер й ілюстрації роботи Ташлера. У 1904 році скульптор перебирається до Берліна і працює тут з архітекторами Альфредом Мессель і Людвігом Гофманом, для яких виконує численні пластичні твори, бере участь в скульптурному оформленні Старого міського управління в Берліні (Altes Stadthaus (Berlin). Був одним з перших членів Німецького мистецького товариства. у 1906 році Ташнер переїжджає в Міттерндорф поблизу Дахау, де набуває ділянку землі та будує на ній віллу та художню майстерню (закінчена в 1911 році). Тут також він створює ескізи своїх скульптур для Фонтану Казок в берлінському Народному парку Фрідріхсгайн та фонтану для Віденського ринку в Мюнхені.

## Галерея

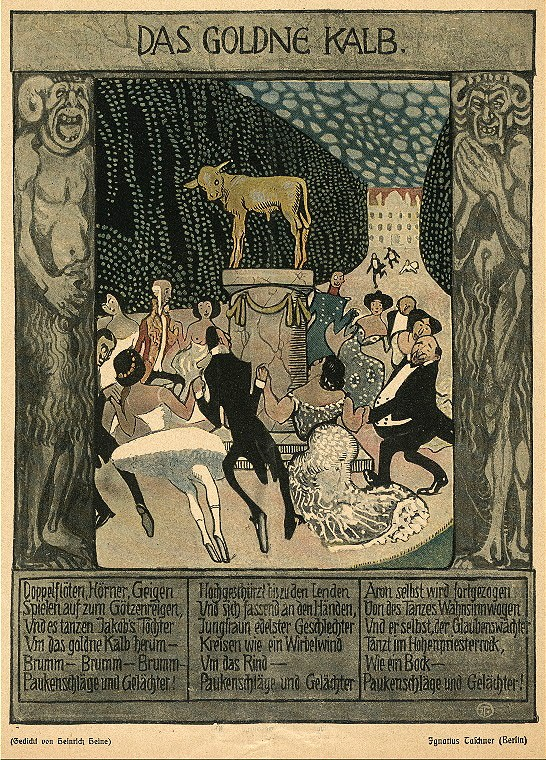
Ілюстрація до вірша Генріха Гейне «Золотий телець»
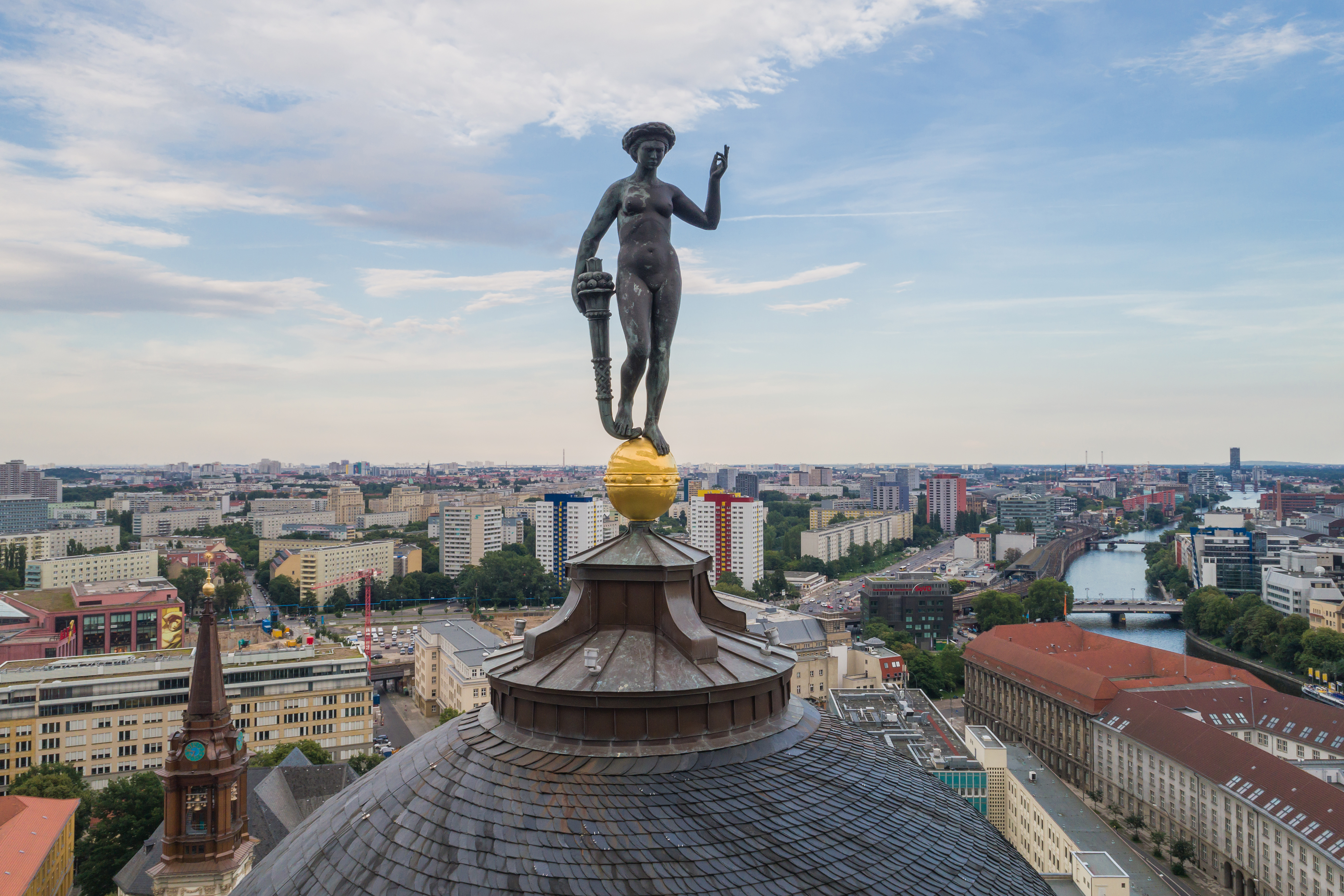
«Фортуна» в Берліні
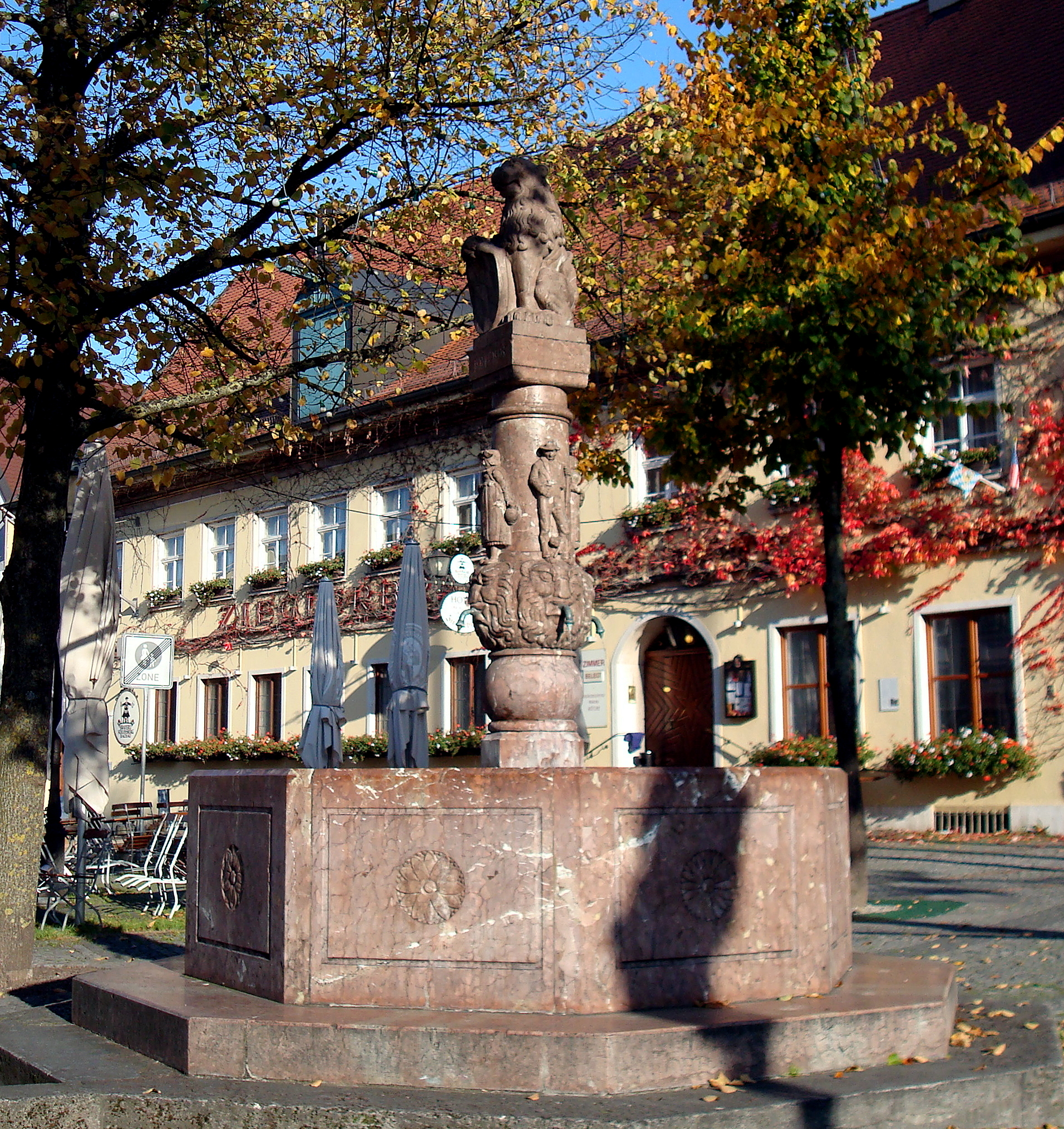
Фонтан біля ратуші в Дахау
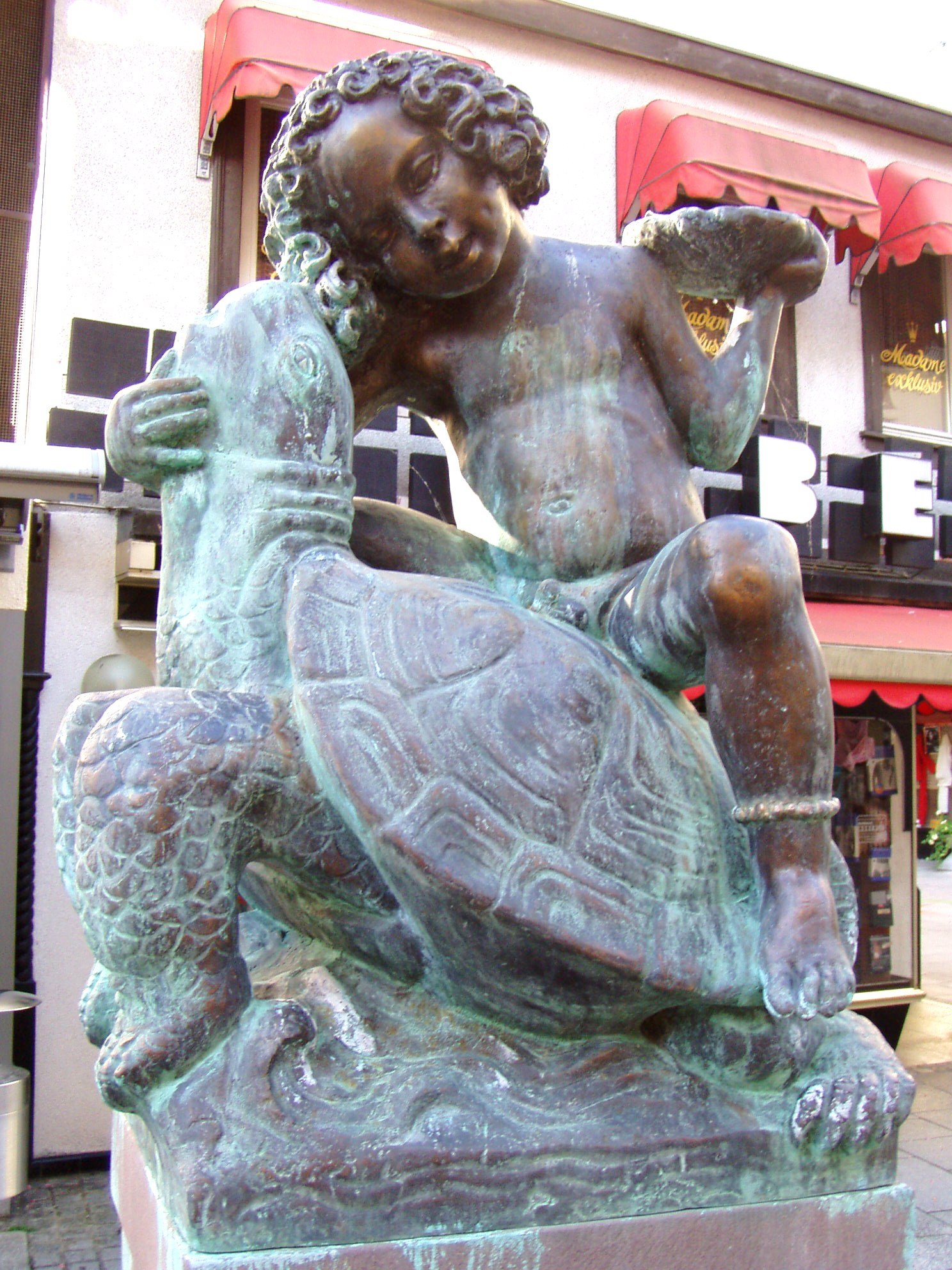
Бронзові фігури «Хлопчик з черепахою» на Кишеньковому джерелі в Бад-Кіссінгені
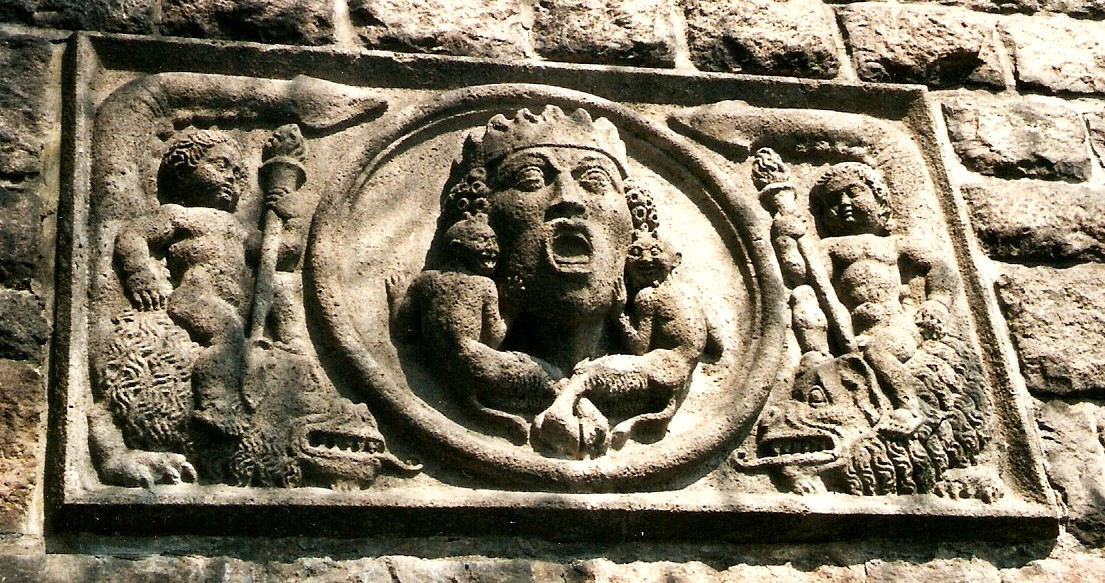
Рельєф на Мосту ляльок в Любеку
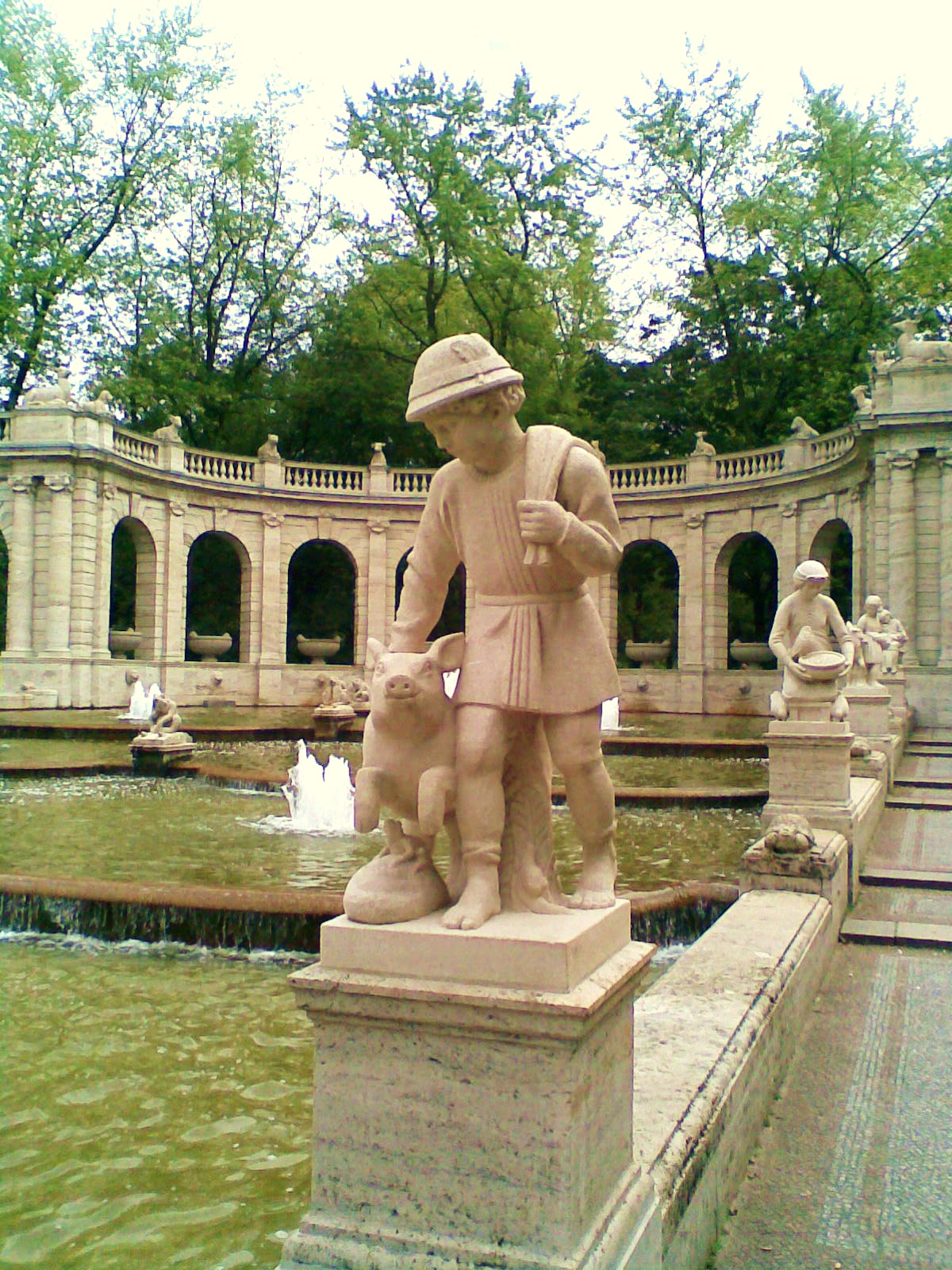
Фонтан казок, скульптура Ганс в щастя
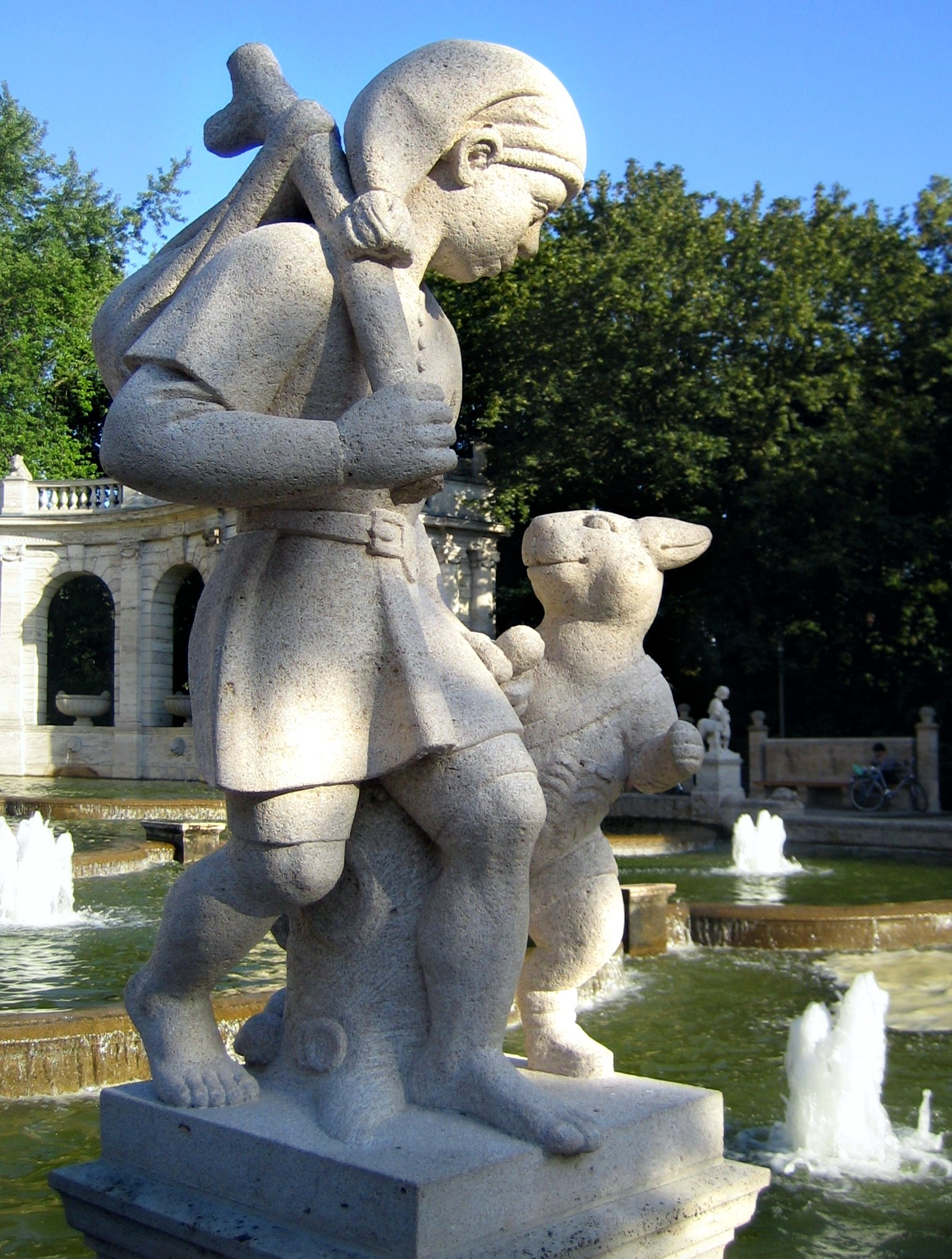
Фонтан казок, скульптура Кіт у чоботях
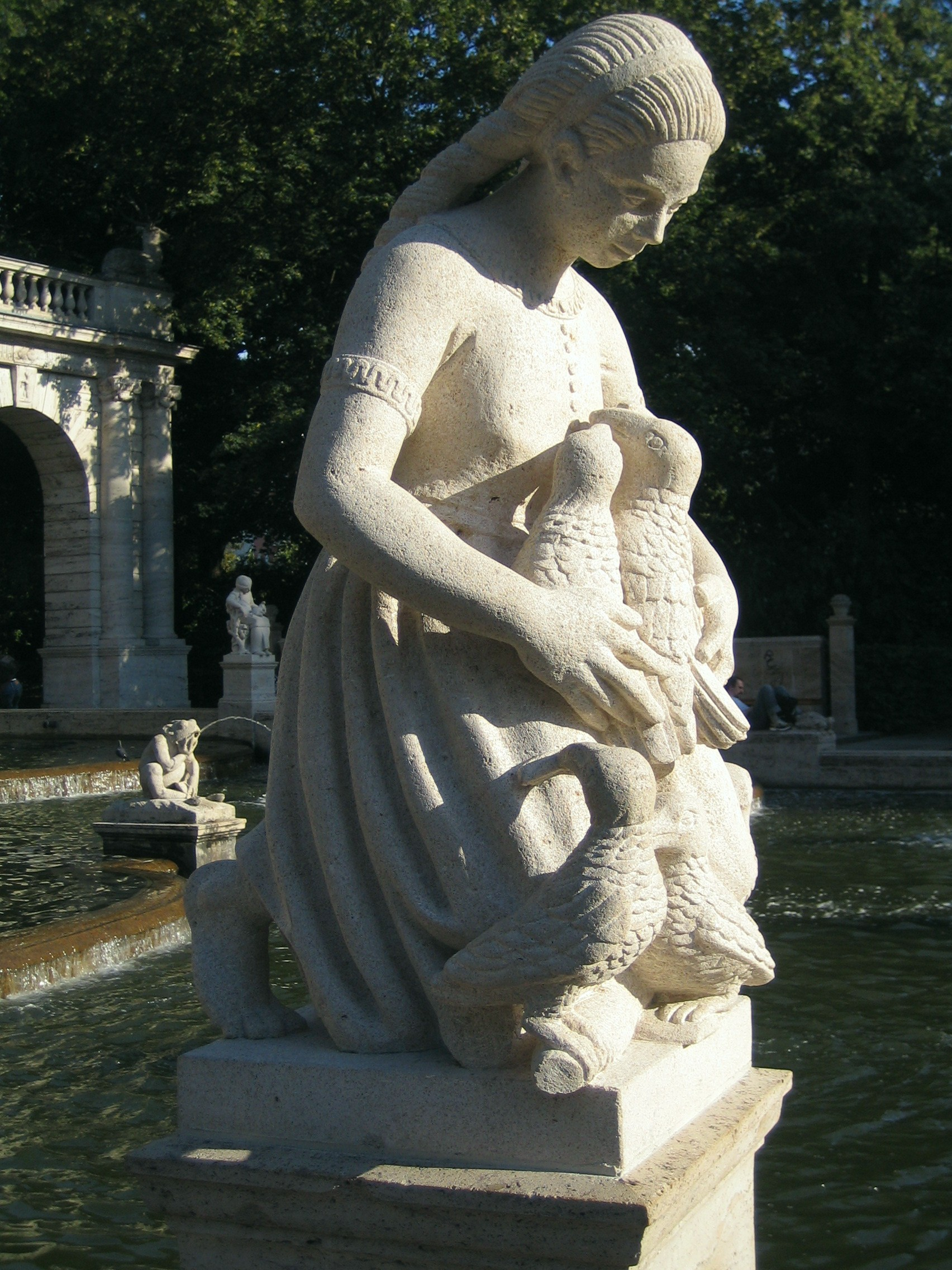
Фонтан казок, скульптура «Сім воронів»
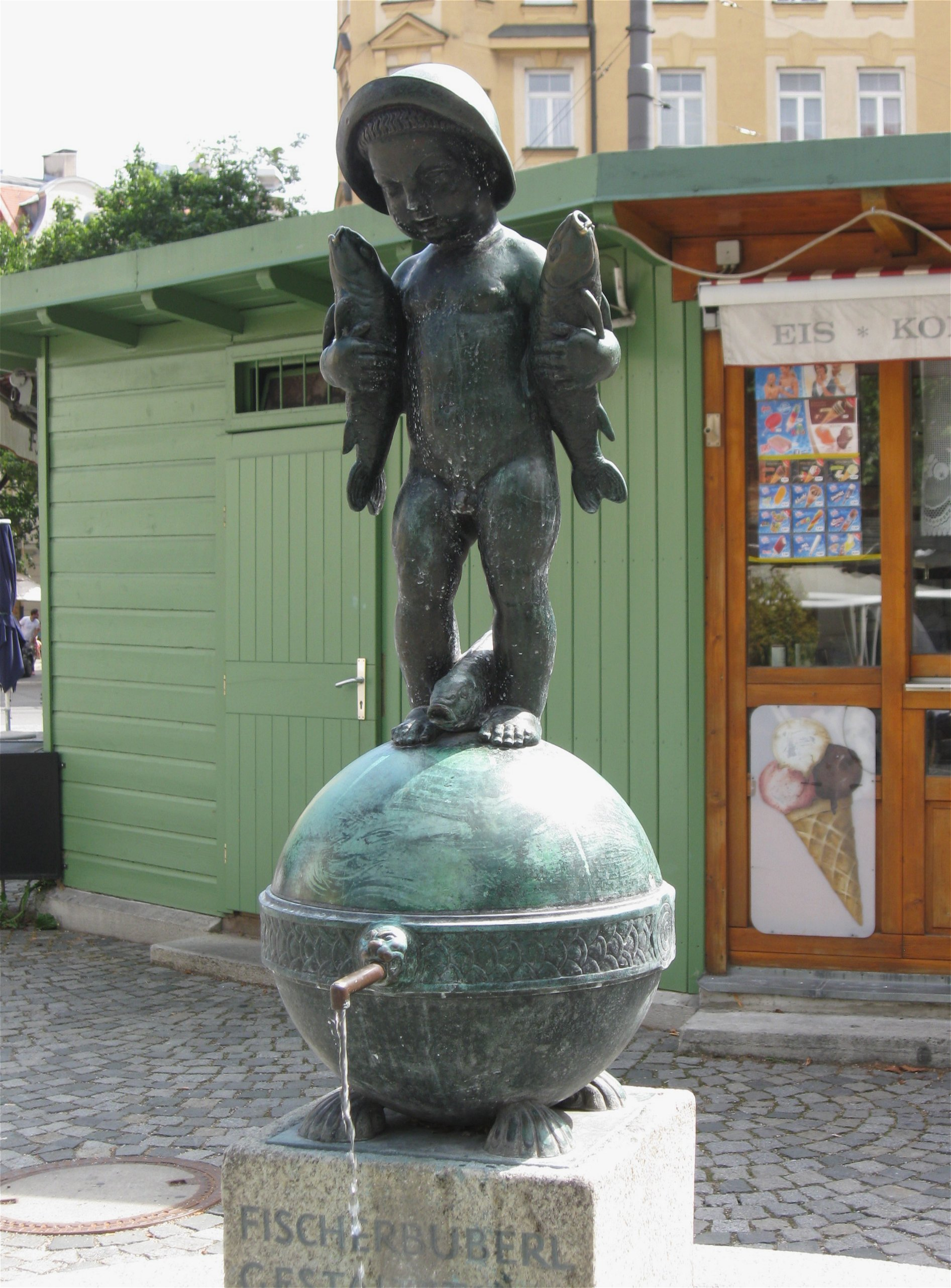
Фонтан на мюнхенському Віденському ринку
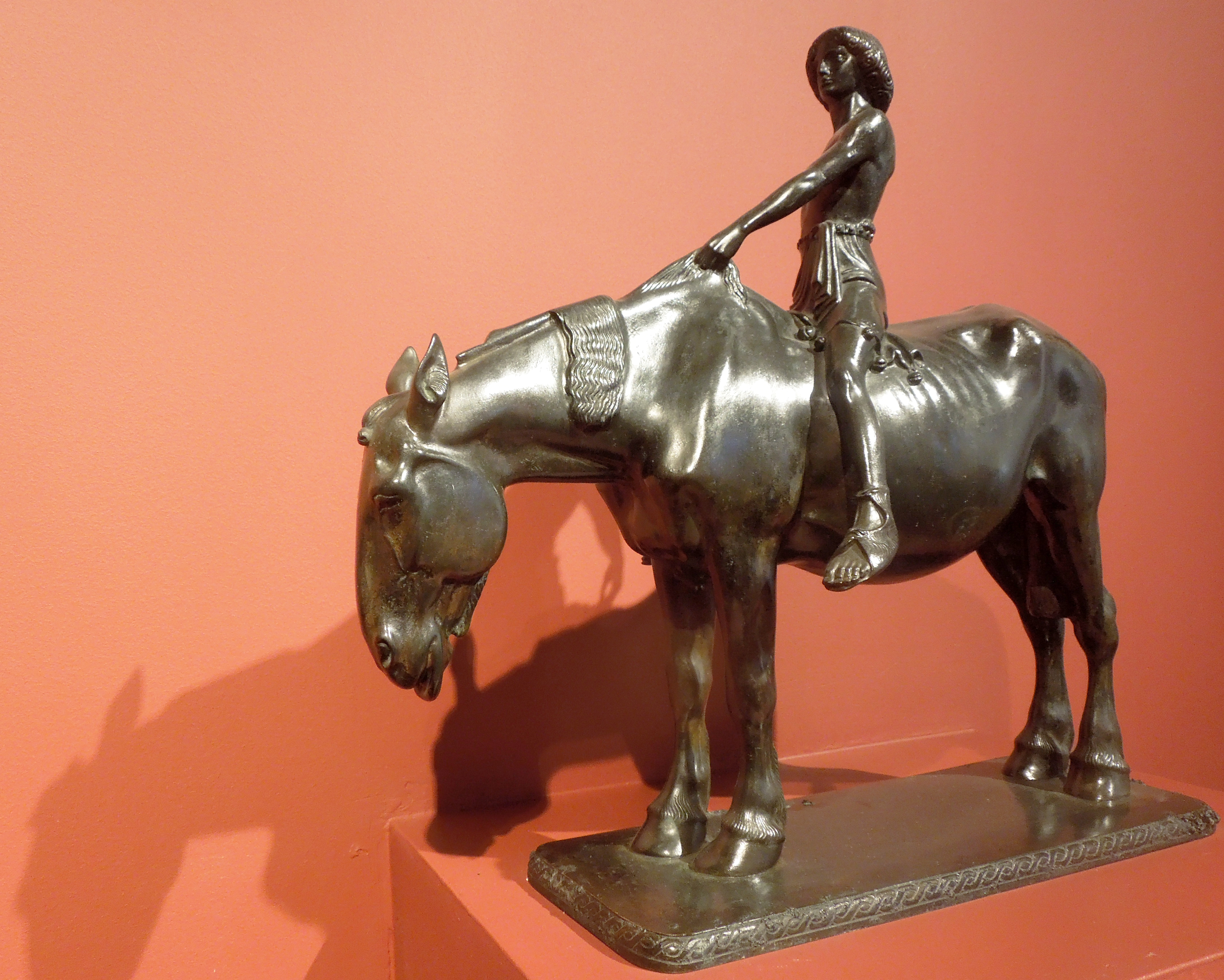
Парсіфаль
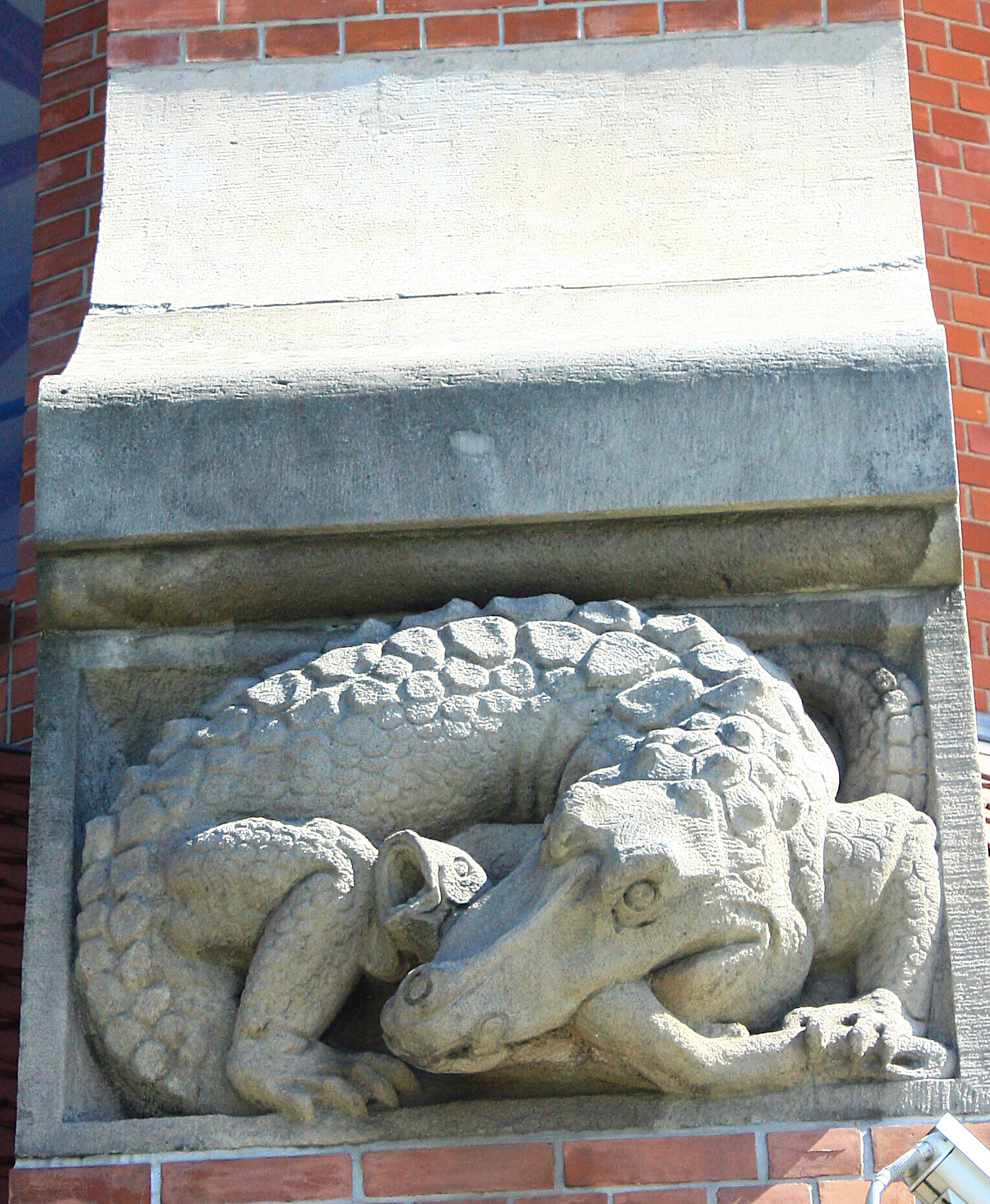
Рельєф на Вроцлавської водонапірній башті